# Strada statale 37 (Polonia)
La strada statale 37 (sigla DK 37, in polacco droga krajowa 37) è una strada statale polacca che attraversa il Paese da Darłowo a Karwice.